# Калистеника
Калистеника — гимнастика для развития мышц с использованием веса своего тела в качестве сопротивления. Название происходит от древнегреческого κάλλος (красота), и σθένος (сила). Как и у других видов гимнастики, целью регулярных занятий является создание атлетичного телосложения и укрепление мышц, коррекция веса, улучшение осанки, нормализация сна, улучшение самочувствия.

## История
Гимнастика с весом своего тела была известна ещё в Древней Греции. Например, использовалась армиями Александра Великого и царя Леонида в ходе греко-персидской войны 480—479 гг. до н. э. Также калистеника была известна в Древнем Китае. Наряду с диетическими практиками, врачи династии Хань предписывали гимнастику с весом тела как один из методов поддержания здоровья.

## Упражнения
К наиболее известным упражнениям относятся:
- Приседание на одной ноге

Исходное положение стоя на одной ноге, другая нога выпрямлена перед собой либо согнута в колене. Также другая нога может удерживаться рукой или располагаться на какой-либо опоре.
- Отжимание от пола

Упражнение выполняется лёжа лицом вниз, ладони упираются в пол под плечами, пальцы ног прижаты к полу. Руки используются для подъёма тела при сохранении прямой линии от головы до стоп. Руки переходят от полностью выпрямленных в верхнем положении к почти полностью согнутым в нижнем положении. Упражнение предназначено для мышц груди, плеч и трицепсов. Более простой вариант заключается в упоре руками в стену.
- Подтягивание на перекладине

При подтягивании перекладину хватают на ширине плеч, тянут тело вверх, пока подбородок не будет находиться на уровне перекладины. Затем медленно, контролируемым образом возвращаются в исходное положение. Упражнение в первую очередь тренирует широчайшие мышцы спины, а также мышцы предплечий и корпуса.
- Подъём туловища лёжа

Исходное положение спиной на полу, обычно с руками на груди или за головой, колени согнуты. Туловище поднимается вверх до вертикального положения.
- Упор лёжа — упор присев — положение стоя

Тренировка всего тела, которая задействует мышцы живота, груди, рук, ног и части спины. После ухода в сед, руки и ноги принимают положение для отжимания от пола. Далее выполняется отжимание, а затем подъём в положение стоя.